# E-Young
Noh Yi-young (hangul: 노이영; hanja: 盧俐英; rr: No I-yeong; MR: No Yi-yŏng; Gangwon, 16 de agosto de 1992), mais frequentemente creditada na carreira musical por seu nome artístico E-Young (hangul: 이영), é uma cantora, dançarina e multi-instrumentista sul-coreana. Realizou sua estreia no cenário musical em abril de 2011 como membro do grupo feminino After School.

## Biografia
E-Young nasceu no dia 16 de agosto de 1992 em Gangwon, Coreia do Sul. Atualmente ela estuda no departamento de música moderna na Kyung Hee University ao lado de sua colega de grupo, Lizzy.
E-Young toca vários instrumentos musicais, incluindo guitarra, bateria, piano e violoncelo. Em meados de 2007, E-Young recebeu uma medalha de ouro no Gangwon Province Teen Song Festival, bem como no concurso Dong Song Festival no ano seguinte. Ela também ganhou prêmios em Gangwon Dance Contest, Youth Festival Target, Chuncheon Youth, Youngage Music Contest e Soyang Culture Festival Music Awards.

## Carreira
E-Young realizou sua primeira aparição com o After School ocorreu em dezembro de 2010 no SBS Gayo Daejun, onde ela performou a canção Bang com as outras integrantes do grupo. Seu primeiro lançamento com o After School foi o single japonês Make It Happen, uma colaboração com o cantor Namie Amuro, incluída em seu álbum de estúdio intitulado Checkmate.
E-Young estreou oficialmente em abril de 2011 com o lançamento do álbum de estúdio Virgin, acompanhado de seu single Shampoo. Sua primeira apresentação ao vivo ocorreu no mesmo dia no programa Music Bank.

## Filmografia

### Filmes
| Ano  | Título                         | Papel                    | Notas                                  |
| ---- | ------------------------------ | ------------------------ | -------------------------------------- |
| 2011 | White: The Melody of The Curse | Integrante do grupo Pure | Participação especial com After School |

### Séries de televisão
| Ano  | Título                        | Emissora | Papel                     | Notas                                          |
| ---- | ----------------------------- | -------- | ------------------------- | ---------------------------------------------- |
| 2014 | Lovers of Music (Trot Lovers) | KBS2     | MC do programa Music Tank | Participação especial com Kaeun no episódio 10 |

### Programas de televisão
| Ano  | Título                     | Emissora | Função        | Notas                              |
| ---- | -------------------------- | -------- | ------------- | ---------------------------------- |
| 2013 | Easy Korean Cooking        | KBS      | Apresentadora | Com Kaeun                          |
| 2014 | After School: Beauty Bible | KBS Joy  | Apresentadora | Elenco principal, com After School |